# Fairstead
Fairstead is een civil parish in het bestuurlijke gebied Braintree in het Engelse graafschap Essex. In 2001 telde het dorp 206 inwoners. De parish omvat ook de nabijgelegen gehuchten Fuller Street en Ranks Green.
De Digest of Parochial Returns telde 224 inwoners in 1818, de House of Commons papers telde er 258 in 1833. 
Elf inwoners en niet-inwonende landeigenaren brachten hun stem uit in de algemene verkiezingen van 1847.
De voornamelijk 11e-eeuwse parish church of St Mary the Virgin, deels gebouwd met Romeinse baksteen, is een beschermd monument. De muurschilderingen boven de kanselboog zijn 13e-eeuws.